# Fehlsichtigkeit
Mit dem Begriff Fehlsichtigkeit werden eine Reihe verschiedenartiger, normabweichender oder suboptimaler Zustände des Sehsinnes bezeichnet. Im engeren Sinne ist mit diesem Begriff die Ametropie gemeint, in der Augenoptik die Bezeichnung für ein optisch nichtideales Auge. Im weiteren Sinne kann jede Abweichung einer individuellen Qualität des Sehsinnes vom Ideal- oder Normalwert so bezeichnet werden. Als Fehlsichtigkeit gelten manchmal auch normale Messwerte, wenn, wie im Beispiel der Ametropie, die Norm nicht dem Ideal entspricht.
Als Fehlsichtigkeiten im weiteren Sinne werden so bestimmte Mängel oder Einschränkungen im Bereich der Sehschärfe, der Akkommodation, des Farbsehens, der Augenmotorik oder des Dämmerungssehens bezeichnet.

## Normalsichtigkeit
Als Gegenbegriff zur Fehlsichtigkeit ist der Begriff der Normalsichtigkeit eingeführt. Gemeint ist je nach betrachteter Sinnesqualität entweder ein Idealwert (wie z. B. bei der Emmetropie im Gegensatz zur Ametropie) oder ein physiologischer Normalwert im Sinne einer Abweichung von weniger als zwei Standardabweichungen vom Durchschnitt (Normvariante). Gesetzgeber oder Versicherer orientieren sich bei der Beurteilung der Fahreignung, bei der Einstufung von Arbeitsunfähigkeit und Sehbehinderung an festen Grenzwerten, die einem Expertenkonsens über die Anforderungen der Fahrtätigkeit, von Erwerbsarbeit und des Alltags entsprechen. Das Begriffspaar Fehlsichtigkeit/Normalsichtigkeit spielt dabei keine Rolle.

## Formen von Fehlsichtigkeit
- Die Ametropie bezeichnet das Abweichen der Brechkraft eines Augapfels vom Idealwert, das heißt den Zustand Refraktion ≠ 0. Dazu zählen die Kurzsichtigkeit (Myopie), die Weitsichtigkeit (Hyperopie) und die Stabsichtigkeit (Astigmatismus).
- Presbyopie (Alterssichtigkeit) wird die physiologische Abnahme der Akkommodationsfähigkeit mit dem Lebensalter genannt.
- Heterophorie nennt man ein verstecktes (latentes) Schielen, häufig ohne krankhaften Hintergrund.
- Winkelfehlsichtigkeit ist ein wissenschaftlich nicht anerkannter Kunstbegriff aus der Augenoptik, der eine andere Bezeichnung für Heterophorie darstellt.
- Strabismus (Schielen) bezeichnet eine krankhafte Augenmuskelgleichgewichtsstörung
- Amblyopie ist eine funktionelle Schwachsichtigkeit ohne organische Ursache als Folge einer mangelhaften Stimulanz oder Abbildungsqualität des betroffenen Auges (zum Beispiel bei Schielerkrankungen), die auch mit optimaler optischer Korrektur fortbesteht.
- Asthenopie ist ein nicht genau umrissener Beschwerdekomplex, häufig jüngerer Menschen, der z. B. durch unkorrigierte Ametropien oder latentes Schielen ausgelöst werden kann.
- Die Hemeralopie (Nachtblindheit) ist eine Verminderung des Sehvermögens bei Dunkelheit.
- Die Farbenfehlsichtigkeiten in ihrer angeborenen oder (seltener) erworbenen Form sind Abweichungen von der normalen Farbwahrnehmung, deren bekannteste die Rot-Grün-Sehschwäche und deren Extrem die Achromatopsie (Farbenblindheit) darstellt.

## Kritik des Begriffs
Die Begriffe der Fehlsichtigkeit wie auch der Normalsichtigkeit können irreführend sein, wenn sie wie im Fall von Ametropie, Heterophorie oder Presbyopie eine Fehlerhaftigkeit suggerieren, die tatsächlich nicht gegeben ist. Es werden so einerseits unbegründete Besorgnisse erzeugt, andererseits die Grenze zu tatsächlich krankhaften Zuständen begrifflich verwischt. In der wissenschaftlichen Augenheilkunde werden beide Begriffe deshalb möglichst vermieden.